# Manami Nakano
Pour les articles homonymes, voir Nakano (homonymie).
Manami Nakano (中野 真奈美, Nakano Manami), née le 30 août 1986, est une joueuse internationale de football japonaise.

## Biographie
Le 13 janvier 2010, elle fait ses débuts dans l'équipe nationale japonaise contre l'équipe du Danemark. Elle compte 10 sélections et 2 buts en équipe nationale du Japon de 2010 à 2013.

## Statistiques
Le tableau ci-dessous présente les statistiques de Manami Nakano en équipe nationale
| Équipe du Japon | Équipe du Japon | Équipe du Japon |
| Année           | Matchs          | Buts            |
| --------------- | --------------- | --------------- |
| 2010            | 10              | 2               |
| 2011            | 0               | 0               |
| 2012            | 1               | 0               |
| 2013            | 1               | 0               |
| Total           | 12              | 2               |

## Palmarès
- Troisième de la Coupe d'Asie 2010